# Ulrich Pierius
Ulrich Pierius († 1642 in Lage) war ein reformierter Pfarrer.
Ulrich Pierius wurde als Sohn von Urban Pierius geboren. Auf eine Anfrage von 1610 des Vaters, der Superintendent der reformierten Kirche in Bremen war, wurde Ulrich Pierius von Graf Simon VI. zur Lippe nach einigen Verhandlungen zum Pfarrer in Schwalenberg ernannt. Graf Simon verfolgte hierbei die Absicht den reformierten Glauben in der Grafschaft Lippe einzuführen.
In Schwalenberg kam es zu Auseinandersetzungen zwischen der dortigen Gemeinde, die noch an seinem lutherischen Vorgänger hing, und Pierius. So bestand die Gemeinde auf Frühpredigten am Sonntagmorgen und beschwerte sich 1611 beim Grafen, dass er sie dem Teufel zuweisen würde und Gemeindemitglieder als Teufelskinder bezeichne. Noch in den 1620er Jahren kam es zu Beschwerden, dass Pierius sehr unregelmäßig zur Kirche komme. Umgekehrt reichte Pierius 1612 und 1618 Listen mit Vorwürfen gegen die Gemeinde ein, in denen er ihr vorwarf das Abendmahl nach reformiertem Ritus zu verweigern und den Gottesdienst nur schlecht zu besuchen. Es kam auch zu Konflikten mit seinem lutherischen Vorgänger Haase, da Pierius diesem sein Gehalt für das erste Halbjahr 1610 nicht ausbezahlte. 1614 musste ihn Graf Simon VII. diesbezüglich sogar anweisen, aber 1615 hatte er Haase noch immer nicht bezahlt. Pierius führte ab 1616 den Heidelberger Katechismus in der Kinderlehre ein und gründete 1626 die Rektorschule, um das reformierte Schulwesen zu fördern. 
Ab 1628 wurde sein Leben durch die Auswirkungen des Dreißigjährigen Krieges geprägt. Nachdem am 15. November 1628 katholische Truppen in Schwalenberg eindrangen wurde die Kirche ausgeraubt und Pierius mit seiner Familie aus seinem Haus vertrieben. Es wurde ihm von katholischer Seite das Betreten der Kirche untersagt, um den katholischen Glauben wieder einzuführen. Es kam in der Folge auch zu einer Auseinandersetzung mit den schwalenbergischen Bürgermeistern, die ihn von der Pfarrverwaltung und Aufsicht über das Armenregister ausschließen wollten. Hilfe von Seite der Grafen zu Lippe kam nur zögerlich. Erst gegen Ende 1628 wurde ihm durch Graf Johann Bernhard zu Lippe ein Kollektenbrief ausgestellt und ihm Kleidung und Lebensmittelzuwendungen bewilligt. Graf Christian von Waldeck verschaffte ihm als Vormund Simon Ludwigs zu Lippes im Mai 1629 eine Unterkunft in Blomberg. Er bewarb sich im November 1629 erfolglos um eine freigewordene Pfarrstelle in der Grafschaft Lippe, erhielt aber eine jährliche Zahlung bewilligt und reiste dann 1630 zu seiner Tochter nach Amsterdam. 1632 wurde ihm erneut ein Kollektenbrief ausgestellt. Trotzdem lebte er verarmt in Blomberg, da es zu Einquartierungen gekommen war. 1633 erhielt er dann die Pfarrstelle in Lage. 1636 wurden seine Frau und seine Tochter gefangen genommen und nach Paderborn verschleppt. 1641 schlug Pierius noch dem lippischen Konsistorium Änderungen bei der Kinderlehre vor, bevor er 1642 verstarb.
Er veröffentlichte einige Leichenpredigten.